# 애덤 웨이드

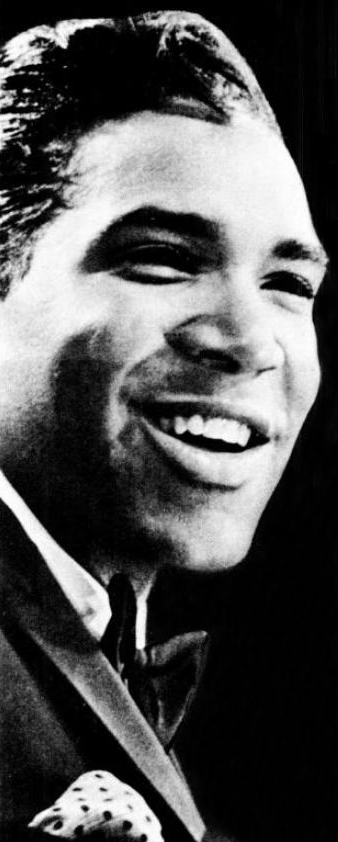

애덤 웨이드(영어: Adam Wade, 1935년 3월 17일 ~ 2022년 7월 7일)는 미국의 가수, 영화배우, 연극 배우, 텔레비전 배우이다.
피츠버그에서 태어났다.

## 출연 작품

### 영화
- 브라더 투 브라더 (2004년)
- 천국의 유령 (1974년)
- 비련의 110번가 (1972년)